# Gelis spiraculus
Gelis spiraculus là một loài tò vò trong họ Ichneumonidae.